# Narratíva
A narratíva olyan elbeszélés, amelyben a narrátor egy bizonyos szemszögből elmesél egy történetet. Az elbeszélés szólhat a való világról vagy játszódhat kitalált környezetben. A narratíva időben strukturált, ok-okozati kapcsolatokat teremtő események sorozataként beszéli el az emberiség tapasztalatait. Ez történhet szóbeli, írásbeli, mozgóképes, valamint algoritmikus formában, illetve ezek multimediális ötvözetében.

## Jellemzői
Az elbeszélések sokféle tematikus és/vagy formai szempont szerint csoportosíthatóak: lehetnek dokumentumjellegűek (non-fiction, vagyis tudományos ismeretterjesztő írások, életrajzok, tudósítások, interjúköltészet és történeti munkák); történelmi események átdolgozásai (pl.anekdoták, mítoszok, legendák vagy történelmi regények), illetve valódi fikciós művek (pl. irodalmi műalkotások, novellák, regények, elbeszélő költemények és dalok, valamint kitalált történetek más médiumokban, játékokban, előadó-művészeti alkotásokban). A narratíva emberi univerzálé, minden kultúrában megtalálható önkifejezési mód, közvetítő formanyelve lehet a beszéd, az irodalmi alkotás, a dráma, a zene, a képregény, az újságcikk, a film, a televíziós műsor és videó, rádióadás, játék, és tágabb értelemben vett személyes előadás, illetve bizonyos esetekben a festőművészet, szobrászat, rajz, fényképészet és más vizuális művészetek alkotásai is narratív igényt szolgálhatnak (bár a modern művészet több irányzata is elutasítja ezekben a médiumokban az elbeszélői potenciált, előtérbe helyezve az absztrakt és konceptuális önkifejezést). Az elbeszélés legfőbb követelménye, hogy az eseményeket bizonyos szempont szerint sorrendbe helyezi. A narratíva szó a latin narrare, "elmond, elbeszél" igéből származik, amely pedig a gnarus melléknévből, melynek jelentése "tudással rendelkező, szakértelemmel bíró."
A szóbeli elbeszélés vagy élménybeszámoló a legősibb módja a narratívák közlésének. A legtöbb ember kisgyermekkorától kezdve hall történeteket, amelyek példát mutatnak a helyes viselkedésre, kulturális közösségük múltjáról szólnak, értékeiket továbbadják, s melyek ismeretével maguk is a közösség tagjává válnak. Ezt a funkciót a modern antropológiában az őslakosok etnológiai kutatásában tanulmányozták és adatolták a legkimerítőbben.
Az elbeszélés rendszerint egy olyan reprezentáció, amely az elbeszélő számára valami okból jelentős. A narrátor a közölnivalót egy előre meghatározott diszkurzív kontextusba szánja. Ez befolyásolja a megszólalási módot és azoknak a stilisztikai elemeknek, narratív stratégiáknak a készletét, amelynek segítségével a befogadó közönség értelmezni fogja az elbeszélést. A narratíva segít időrendbe sorolni az elmondottakat. Az elbeszélés aktusa megteremt egy történetvilágot (storyworld), amelynek eseményei nem rutintörténések, hanem az elbeszélt világ változását, a dolgok menetének megszokottól eltérő folyását képezi le, függetlenül attól, hogy ez a világ a valós Föld része vagy kitalált, azt realisztikusan vagy fantasztikusan ábrázolja a narrátor. Az elbeszélés a történet világának változását élményszerűen mutatja be, legalább egy szereplő szemszögéből, aki emberi vagy emberhez hasonló lény, s ebből kifolyólag érzései, lelkivilága van. Az elbeszélés tehát mindenképpen tudatot ábrázol, amely kvalitatív változásokon megy keresztül, úgynevezett jellemfejlődésen.
Az elbeszélések lehetnek önállóak, de be is ágyazódhatnak más elbeszélésekbe (pl. kerettörténetek révén). Előfordulhat az is, hogy a történet elbeszélője, a narrátor nem hű tolmácsa az eseményeknek, hanem valamilyen célból eltorzít vagy kihagy ismert vagy feltételezhető eseményeket. Az ilyen elbeszélőt nevezik "megbízhatatlan narrátor"-nak, mely tipikusan a posztmodern fikcióban és a noir-történetekben jelenik meg. Az elbeszélés fontos aspektusa az elbeszélői mód, vagyis a történetmesélés stratégiái, amelyek segítségével befogadhatóvá teszi az elbeszélni kívánt történetet, egyéni ízt kölcsönözve az elbeszélésnek.
A demonstráció, az argumentáció és a leírás mellett a tágabb értelemben vett elbeszélés alkotja a diskurzus négy retorikai formáját. Szűkebb értelemben véve az elbeszélés egy olyan irodalmi forma, amelyben a narrátor közvetlen kapcsolatba lép az olvasóval.

## Fordítás
Ez a szócikk részben vagy egészben  a   Narrative című angol Wikipédia-szócikk ezen változatának fordításán alapul.  Az eredeti cikk szerkesztőit annak laptörténete sorolja fel. Ez a jelzés csupán a megfogalmazás eredetét és a szerzői jogokat jelzi, nem szolgál a cikkben szereplő információk forrásmegjelöléseként.